# Уравнение Дюпре — Юнга
Уравнение Дюпре — Юнга — уравнение, характеризующее связь между работой адгезии и краевым углом смачивания.

## Вид уравнения
Уравнение выглядит следующим образом:
{\displaystyle {Wa=\sigma _{12}(1+\cos \theta )}}
где σ12 — поверхностное натяжение на границе раздела двух фаз (жидкость-газ), cosθ — краевой угол смачивания, Wa — обратимая работа адгезии.

## Физический смысл

Наглядный пример смачивания жидкостью твёрдой поверхности. А — краевой угол много больше 90° и как следствие плохое смачивание (капля имеет почти шарообразную форму и слабое взаимодействие с твёрдой поверхностью), В и С — краевой угол меньше θ<90°, капли жидкости приобретают менискообразную форму (лучшее взаимодействие с твёрдой поверхностью), S —краевой угол θ=0°(по сути его нет) — полное смачивание, происходит растекание жидкости по твёрдой поверхности.

Уравнение Дюпре — Юнга позволяет вычислять работу адгезии жидкости к твёрдому телу, поскольку входящие в неё величины (θ и σЖГ) могут быть достаточно легко определены, в отличие от величин σТЖ и σТГ.